# Сіверт Маннсверк
Сіверт Геггайм Маннсверк (норв. Sivert Heggheim Mannsverk, нар. 8 травня 2002, Евре-Ордал, Норвегія) — норвезький футболіст, півзахисник клубу «Аякс» і молодіжної збірної Норвегії.

## Клубна кар'єра
Сіверт Маннсверк народився у містечку Евре-Ордал, що у центрі Норвегії. Футбольну кар'єру він починав у клубі Другого норвезького дивізіону — «Согндал». У 2019 році Маннсверк приєднався до першої команди клубу. Взимку 2021 року зацікавленість у послугах гравця виявляли кілька європейських клубів. Серед яких англійські «Астон Вілла», «Евертон», а також італійські «Інтер» та «Болонья». Але Маннсверк залишився у Норвегії.
А влітку 2021 року підписав чотирирічний контракт з клубом Елітсерії «Молде». У складі якого дебютував у єврокубках у матчах кваліфікації Ліги конференцій.
1 вересня 2023 року підписав п'ятирічний контракт з амстердамським «Аяксом».

## Титули і досягнення
- Володар Кубка Норвегії (1):

«Молде»: 2021-22
- Чемпіон Норвегії (1):

«Молде»: 2022